# 551
Évszázadok: 5. század – 6. század – 7. század
Évtizedek: 500-as évek – 510-es évek – 520-as évek – 530-as évek – 540-es évek – 550-es évek – 560-as évek – 570-es évek – 580-as évek – 590-es évek – 600-as évek
Évek: 546 – 547 – 548 – 549 –  550 – 551 – 552 – 553 – 554 – 555 – 556

## Események

### Bizánci Birodalom
- A bizánci-gót háborúban Iusztinianosz császár Narszészt nevezi ki az Itáliába küldendő 20-30 ezres sereg (melynek jelentős része longobárd, herul és bolgár zsoldos) főparancsnokává. Totila osztrogót király ostrom alá veszi Anconát, de a kikötőt blokád alatt tartó flottáját a bizánci hajóhad a Sena Gallica-i csatában megsemmisíti. Narszész Dalmáciából átvonul Itáliába és eléri a bizánci kézen lévő Ravennát.
- Az ellenséges longobárdok és bizánciak közé zárt gepidák szövetkeznek a lovasnomád kutrigurokkal és segítenek nekik, valamint a fosztogató szlávoknak átkelni a Dunán bizánci területre. Iusztinianosz császár lefizeti az utigurokat, hogy támadják meg a kutrigurok szállásterületét, mire azok sietve visszatérnek hazájukba. A császár ezután békét köt Thurisund gepida királlyal, aki 400 harcost is küld a bizánciak itáliai seregébe.
- A lazicai háborúban Besszasz főparancsnok ostrommal elfoglalja a perzsák legfontosabb lazicai erődítményét, Petrát és falait földig romboltatja. A perzsa felmentő sereg túl későn érkezik és ostrom alá veszik Arkhaiopoliszt.
- Bejrútot földrengés és szökőár dönti romba, mintegy 30 ezer áldozatot követelve.

### Európa
- Cordoba városa fellázad az ariánus Agila vizigót király ellen és visszaverik támadását. A király kudarcát látva az egyik főnemes, Athanagild is fellázad és Sevilla mellett vereséget mér Agila seregére.

### Kína
- A Liang-dinasztia államában sorra törnek ki a felkelések az erőszakkal uralomra jutott Hou Csing hadúr ellen. Mikor seregei vereséget szenvednek, Hou Csing lemondatja (majd hamarosan meggyilkoltatja) Csienven bábcsászárt és a dinasztia egyik tagját, Hsziao Tungot helyezi a trónra. Két hónappal később őt is lemondatja és császárrá kiáltja ki magát.
- Meghal a Nyugati Vej dinasztia bábcsászára, Ven. Utóda fia, Jüan Csin, aki a Fej uralkodói nevet veszi fel. A tényleges hatalom azonban Jüven Taj hadúr kezében marad.

## Halálozások
- Liang Csienven-ti, a Liang-dinasztia császára
- Vej Ven-ti, a Nyugati Vej dinasztia császára

## Fordítás
- Ez a szócikk részben vagy egészben  a(z)   551 című angol Wikipédia-szócikk ezen változatának fordításán alapul.  Az eredeti cikk szerkesztőit annak laptörténete sorolja fel. Ez a jelzés csupán a megfogalmazás eredetét és a szerzői jogokat jelzi, nem szolgál a cikkben szereplő információk forrásmegjelöléseként.